# ライフデザイン学部
ライフデザイン学部（ライフデザインがくぶ）とは人間生活において重要な役割を占める人間学、体育学、環境学、デザイン学などを教育研究するために大学に設置される学部の名称。
様々な諸問題により激変し続けている現代社会で新たな人生の価値、コンテンツを創造できる人間の育成を目標としている。
日本では2006年に初めて東洋大学に開設された。
至誠館大学は、旧名の萩国際大学の時に大学名を山口福祉文化大学に、既存学部をライフデザイン学部に改組する等の改革により入学者の増加に成功した。

## ライフデザイン学部を置く日本の大学
- 東北工業大学ライフデザイン学部 - 1964年に開学し1967年、工業意匠学科開設。2003年、工業意匠学科をデザイン工学科に名称変更するが2008年、工学部デザイン工学科を募集停止し、ライフデザイン学部に改組。クリエイティブデザイン学科、安全安心生活デザイン学科、経営コミュニケーション学科を開設。2020年クリエイティブデザイン学科を産業デザイン学科に、安全安心生活デザイン学科を生活デザイン学科に名称変更
- 東洋大学 - 2005年朝霞キャンパスにライフデザイン学部を開設。2021年赤羽台キャンパスに移転。2023年4月学生募集停止。社会学部社会福祉学科とともに福祉社会デザイン学部へ改組する。生活支援学科（生活支援学専攻、子ども支援学専攻）健康スポーツ学科（スポーツサイエンスコース、ヘルスプロモーションコース、グローバルスポーツコース、ユニバーサルスポーツコース、アスリートサポートコース）人間環境デザイン学科（空間デザインコース、生活環境デザインコース、プロダクトデザインコース）を有した

## ライフデザイン学部を置いていた日本の大学
- 至誠館大学 - 1960年開校の萩高等計理学校をもとに1967年、萩女子短期大学（国文科、家政科）→1999年、萩国際大学（国際情報学部国際学科、経営情報学科）をへて2007年、大学名を山口福祉文化大学と改称し、ライフデザイン学部ライフデザイン学科を開設。子ども生活学、スポーツ健康福祉、建築システム、ビジネス文化の各専攻があった。2014年、大学名を至誠館大学と改称し、子ども生活学専攻（子ども福祉コース、子ども教育コース）スポーツ健康福祉専攻（スポーツ教育コース、公安職系育成コース）ビジネス文化専攻をもつ現代社会学部現代社会学科に改組。